# حوزه انتخابیه یزد، اشکذر و زارچ
حوزهٔ انتخاباتی یزد، اشکذریکی از حوزه‌های استان یزد برای انتخابات مجلس شورای اسلامی است. این حوزه به مرکزیت شهر یزد، ۱ نماینده دارد.

## وضعیت فعلی
طبق تقسیمات کشوری کنونی وضعیت حوزه بدین شرح است:
| شهرستان | بخش‌ها                                    | جمیعت (۱۳۹۰) |
| ------- | ---------------------------------------- | ------------ |
| یزد     | شهر یزد (مرکز حوزه)، بخش مرکزی، بخش زارچ |              |
| اشکذر   | شهر اشکذر، بخش مرکزی، بخش خضرآباد        |              |
| زارچ    |                                          |              |

## پی‌نوشت و منبع
- «جدول حوزه‌های انتخابیه در انتخابات نهمین دورهٔ مجلس شورای اسلامی» (PDF). مرکز پژوهش و سنجش افکار صدا و سیما. بایگانی‌شده از اصلی (PDF) در ۵ اكتبر ۲۰۱۸. دریافت‌شده در ۱۰ فوریه ۲۰۱۶. تاریخ وارد شده در |archive-date= را بررسی کنید (کمک)
- «جدول ۲۰۷ حوزهٔ انتخابیهٔ مجلس دهم». وزارت کشور. بایگانی‌شده از اصلی در ۲۳ مارس ۲۰۱۶. دریافت‌شده در ۲۷ مارس ۲۰۱۶.